# Villacidro
Villacidro é uma comuna italiana da região da Sardenha, na província da Sardenha do Sul, com cerca de 14.596 habitantes. Estende-se por uma área de 183 km², tendo uma densidade populacional de 80 hab/km². Faz fronteira com Domusnovas, Gonnosfanadiga, Iglesias, San Gavino Monreale, Sanluri, Serramanna, Vallermosa, Villasor.

## Demografia
| Variação demográfica do município entre 1861 e 2011                               |
|                                                                                   |
| Fonte: Istituto Nazionale di Statistica (ISTAT) - Elaboração gráfica da Wikipedia |